# 88FM
88FM war ein israelischer Radiosender. Er sendete etwa 22 Jahre lang als Teil der öffentlich-rechtlichen Rundfunkanstalt Kol Israel. Der Sender beendete seine Sendungen am 14. Mai 2017 um Mitternacht.

## Geschichte
Der Sender wurde im August 1995 gegründet Zunächst wurden Jazzmusik und Verkehrsinformationen unter dem Namen Kol Haderech ausgestrahlt. Später kamen Wirtschaftsnachrichten hinzu, der Name wurde in Kol Hakader for Business geändert.
Das Programm entwickelte sich zu einem Angebot mit weitem musikalischen Spektrum. Es hatte Rock, Pop, Progressive Rock, Weltmusik, elektronische Musik, lateinamerikanische Musik, Jazz, Blues und Punk und neue Musik aus Israel im Programm. Einmal pro Woche (Mittwoch ab 22 Uhr) wurde eine Live-Session mit einem Künstler in der Reihe „Jam 88“ aus den Studios von 88FM gesendet.
Im Laufe seiner Geschichte durchlebte das Programm von 88FM einige Veränderungen: Sendungen wurden abgesetzt oder verschoben. Das führte zu Protesten durch die Hörer und zur Gründung der Hörerinitiative Mishmar 88.
Auf Beschluss der Knesset wurden 2017 alle öffentlich-rechtlichen Programme Israels abgeschaltet. Am 14. Mai endeten so auch die Ausstrahlungen von 88FM. Am 15. Mai 2017 ging das Programm Kan 88 als Teil der neu gegründeten Rundfunkbehörde Israeli Public Broadcasting Corporation an seiner Stelle auf Sendung.

## Fotos

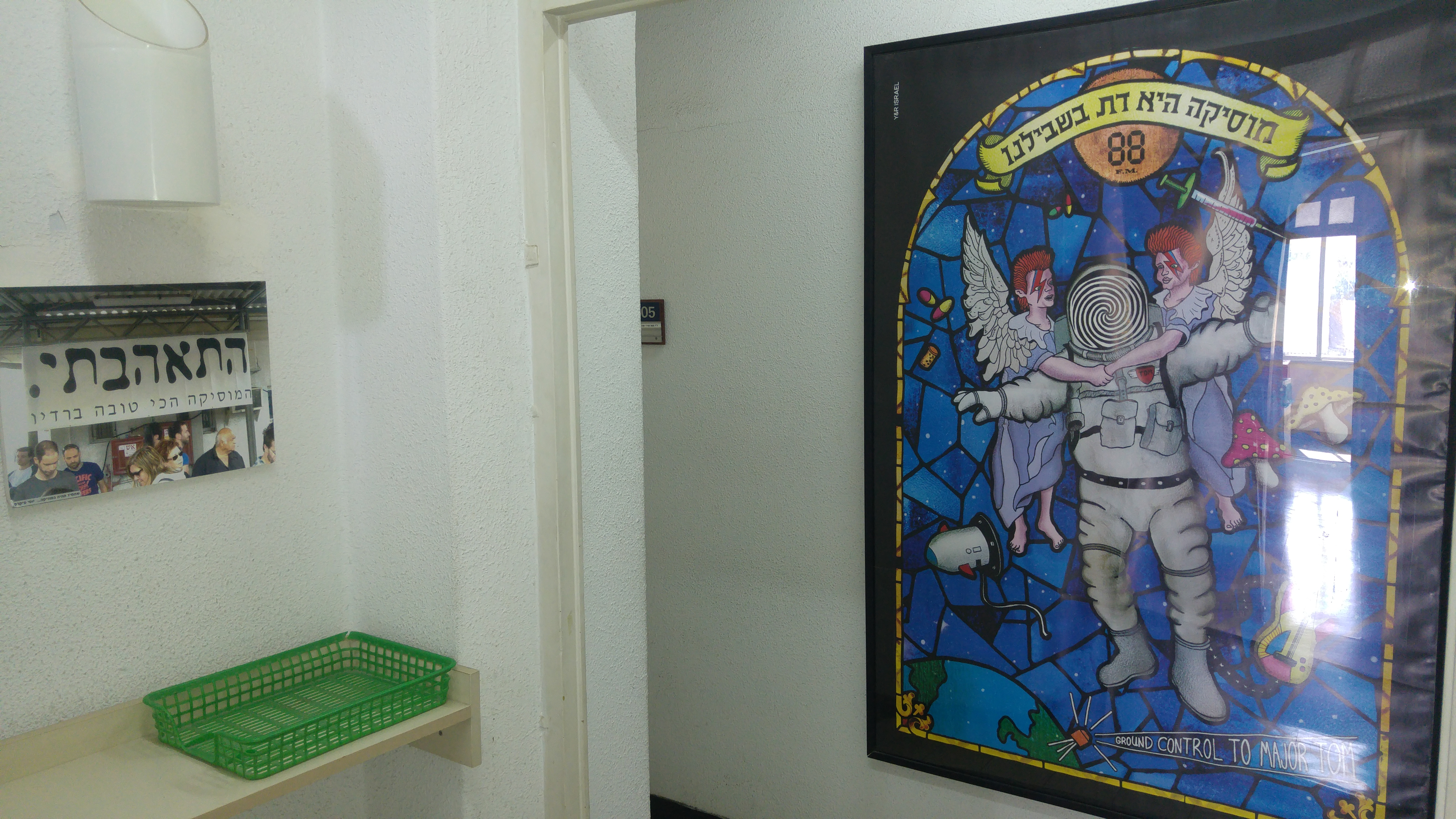
88FM-Gebäude im Stadtteil Kirya in Tel Aviv. Slogans:„Musik ist eine Religion für uns“ und „Ich habe mich verliebt in die beste Musik im Radio“.
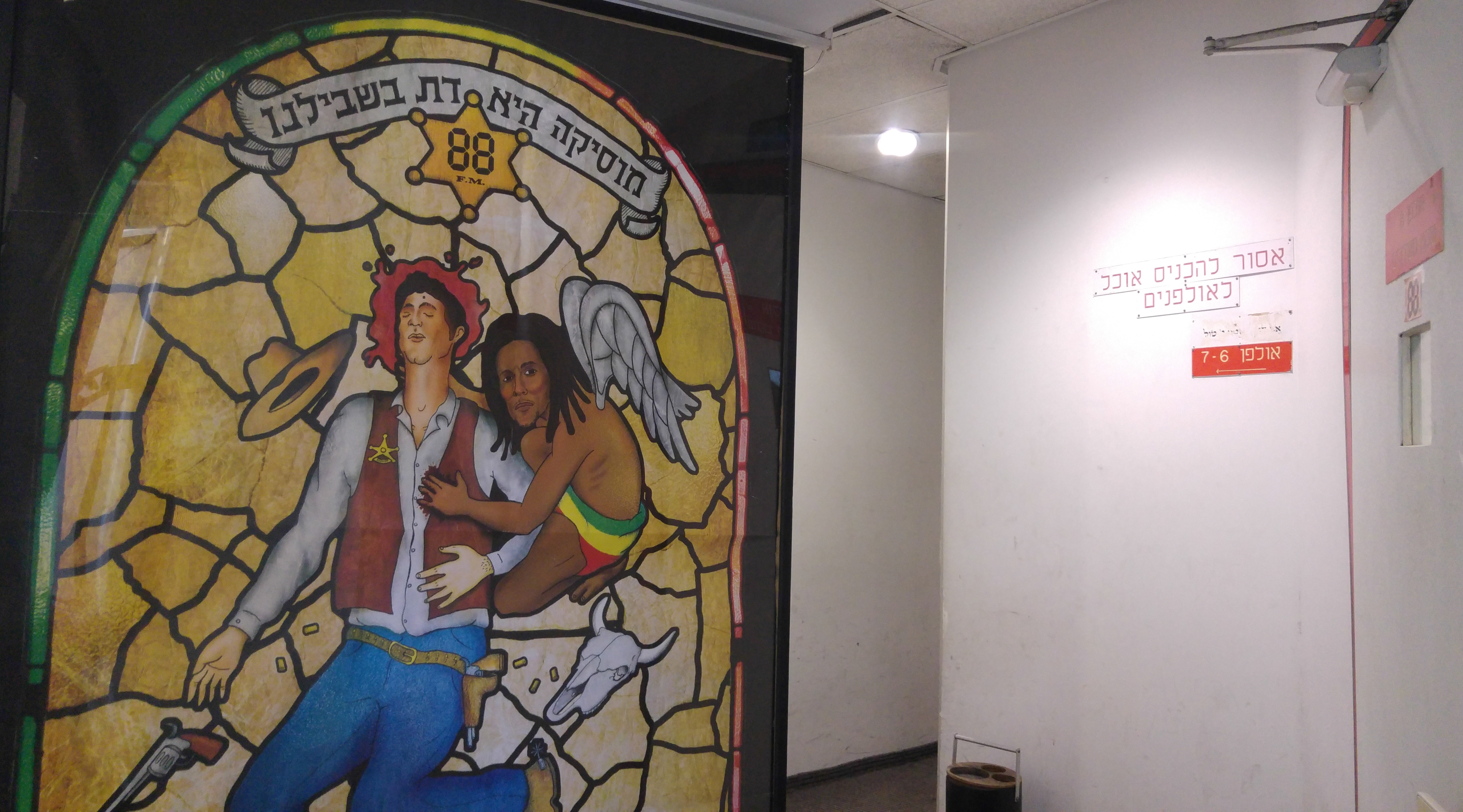
Eingang der Studios 6 und 7 im Funkhaus von Kol Israel im Stadtteil Kirya in Tel Aviv. Slogan auf dem Poster: „Musik ist eine Religion für uns“.
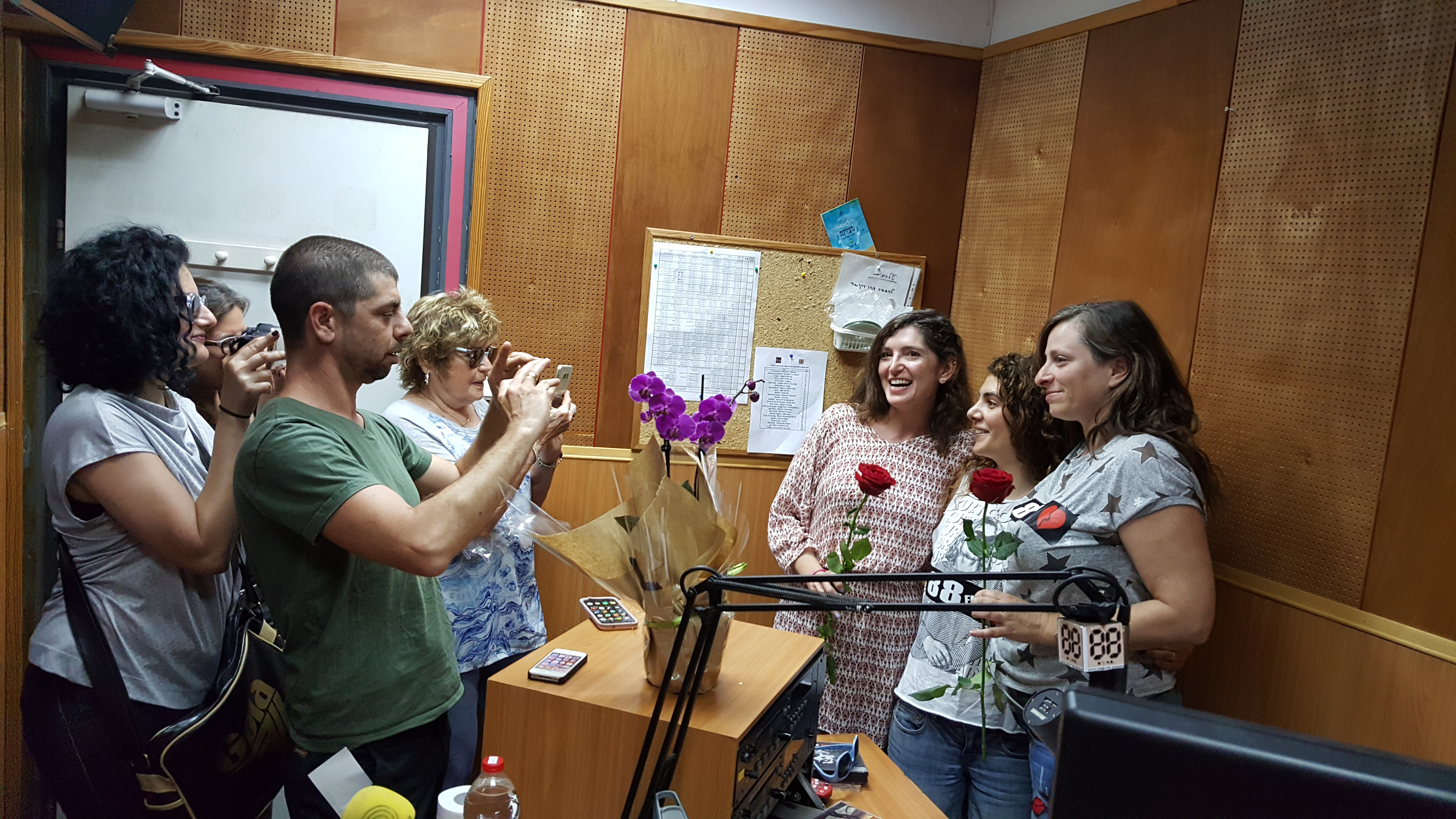
Die Mitarbeiter Galit Gora-Eini, Michal Assulin und Galia Giladi verabschieden sich vom Studio am 14. Mai 2017.
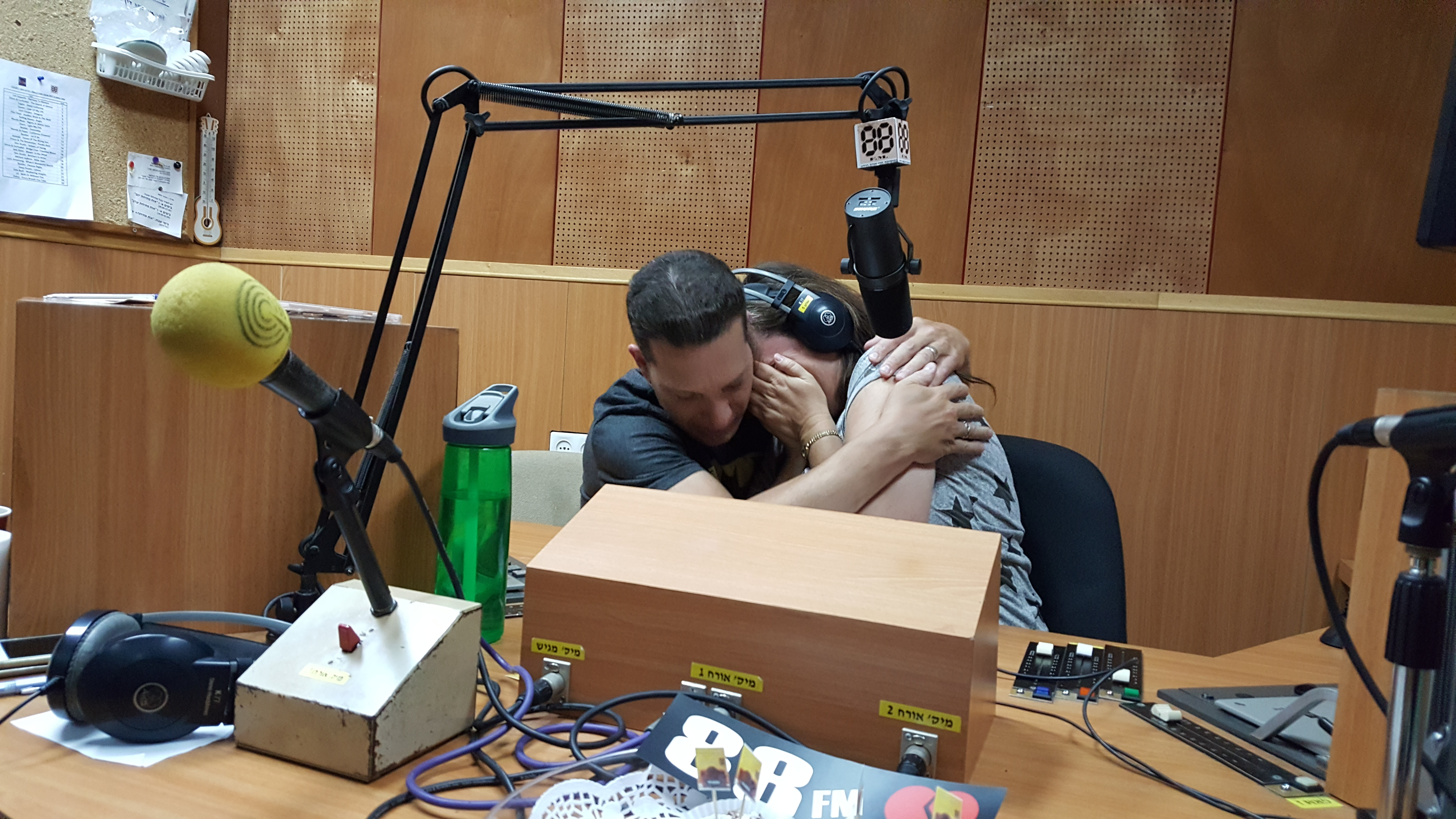
Eine letzte Umarmung in Studio 8. Galit Gora-Eini und Kobi Menora beim Sendeschluss von 88FM am 14. Mai 2017.
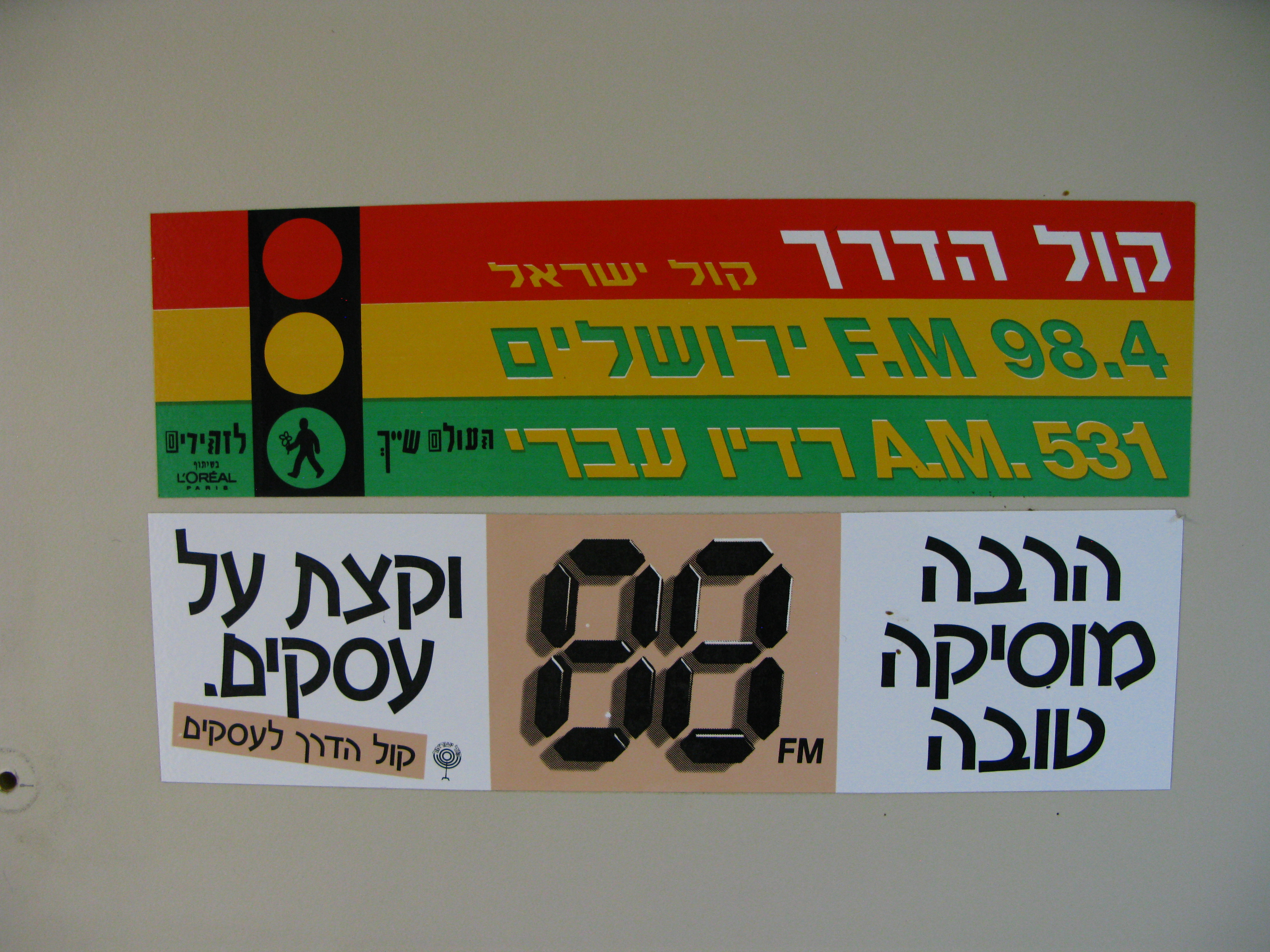
Aufkleber von 88FM und seinem Vorgänger Kol Haderech.